# Газария (подокруг)
Газария (бенг. গজারিয়া, англ. Gazaria) — подокруг в центральной части Бангладеш в составе округа Муншигандж. Образован в 1954 году. Административный центр — город Газария. Площадь подокруга — 130,92 км². По данным переписи 1991 года численность населения подокруга составляла 128 368 человек. Плотность населения равнялась 981 чел. на 1 км². Уровень грамотности населения составлял 32,7 %. Религиозный состав: мусульмане — 96,46 %, индуисты — 3,44 %, христиане — 0,03 %, прочие — 0,07 %.